# Kelpie

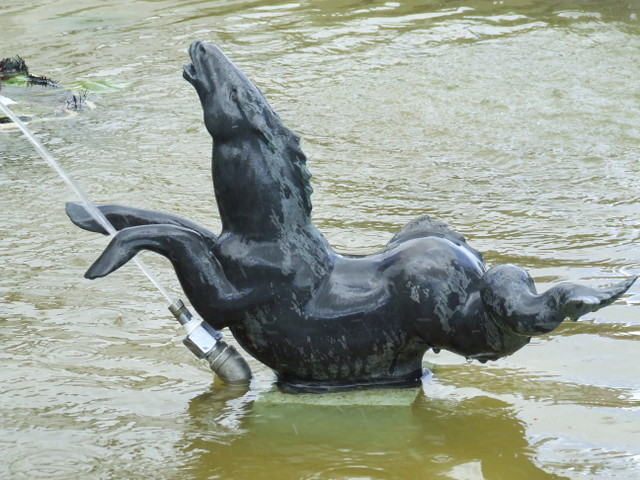
Điêu khắc về ngựa nước

Kelpie hay còn được gọi là ngựa nước hay hà bá là quái vật trong thần thoại châu Âu, chúng được mô tả là một sinh vật huyền thoại thường biến dạng thành một con ngựa trắng với sở thích dìm chết những khách qua sông, chúng sống ở các con sông và hồ tại vùng Scotland. Nó thường được gọi là ngựa nước bởi hình dáng bên ngoài trong giống một con ngựa bạch. Nhờ vẻ ngoài đẹp rạng rỡ mà Kelpie đánh lừa rất nhiều người, một khi cưỡi lên, nó sẽ đưa nạn nhân tới chỗ nước sâu và ăn thịt, nó còn được biết đến với khả năng biến hình thành những cô gái xinh đẹp quyến rũ ở tư thế lõa thể để dụ dỗ nạn nhân.

## Mô tả

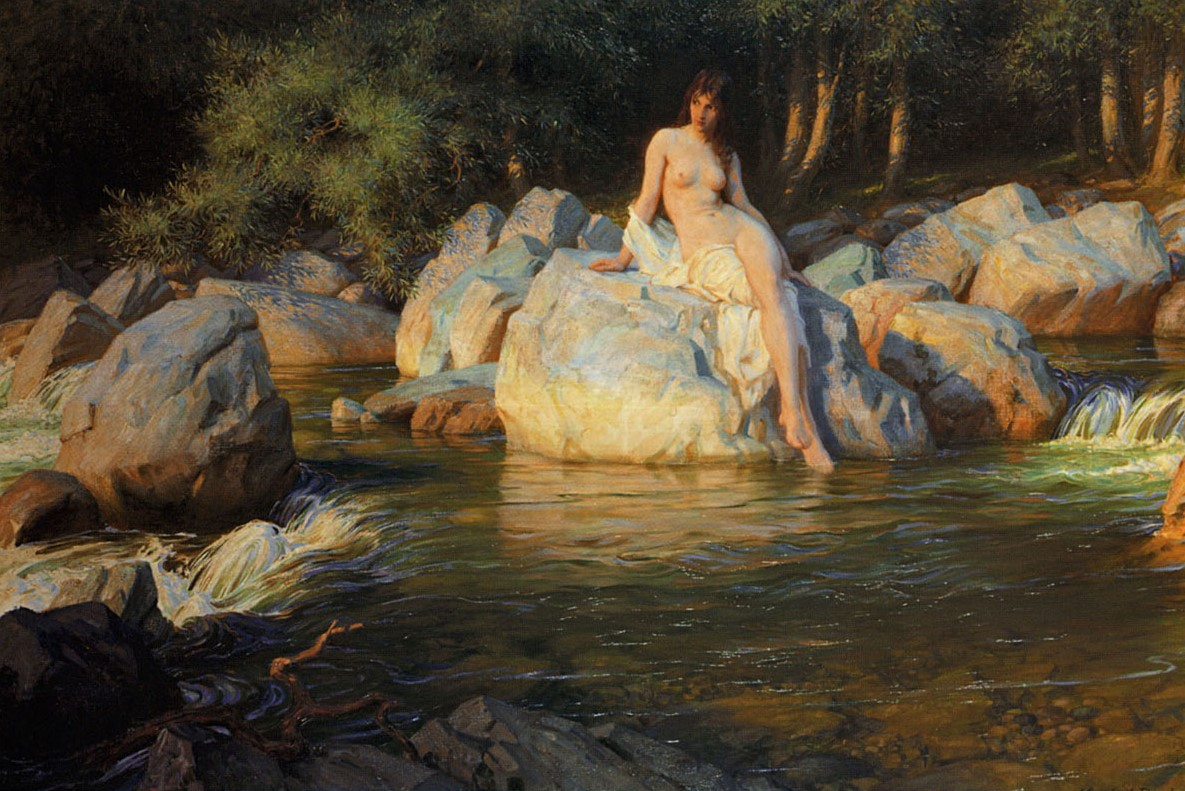
Kelpie biến hình thành một cô gái quyến rũ để dụ dỗ nạn nhân

## Nghệ thuật

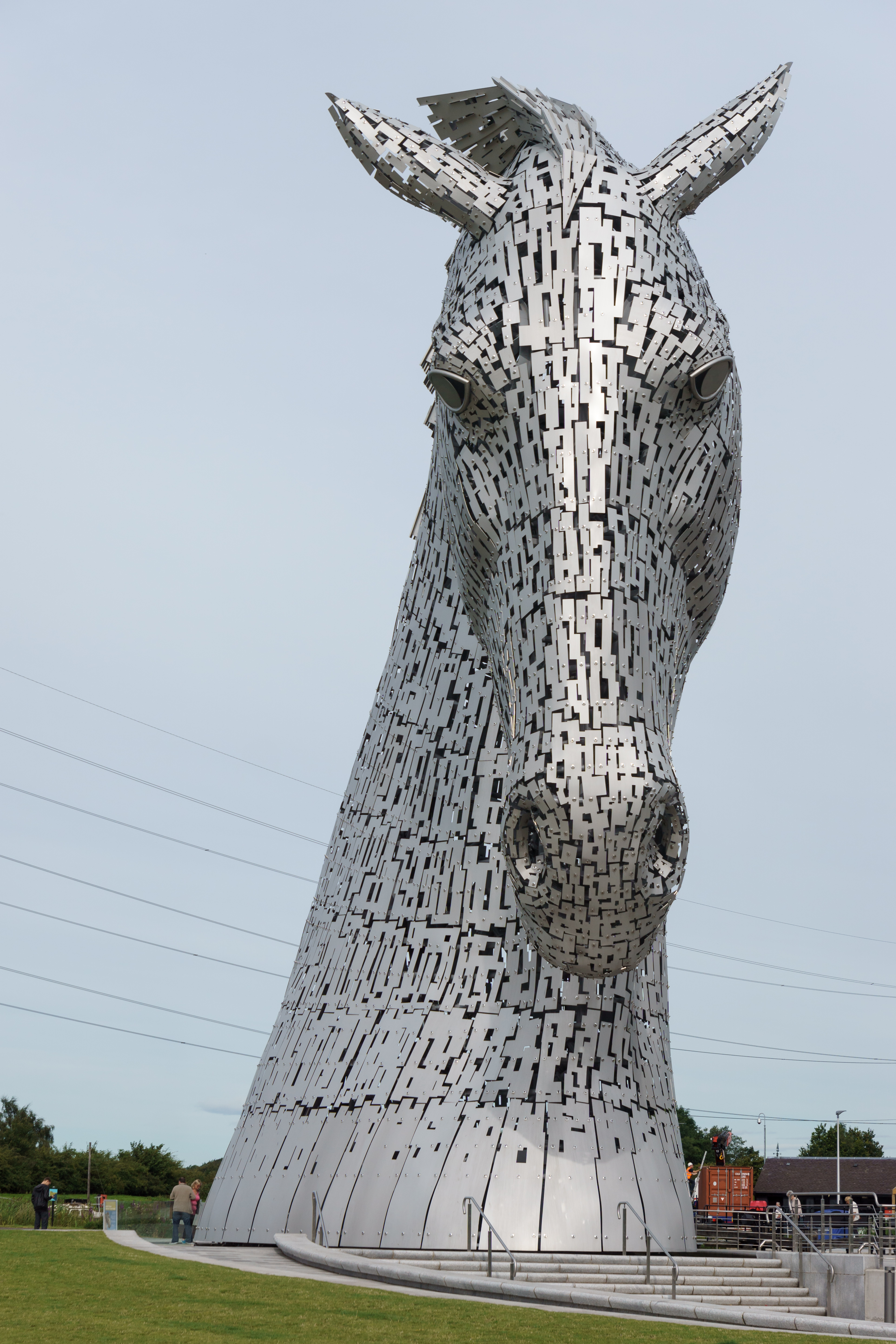
Tượng Kelpies ở Tô Cách Lan